# Åke Forslund
Åke  Arnold Sigvard Forslund, född 18 augusti 1913 i Karl Johans församling i Göteborg, död 29 mars 1962 i Masthuggets församling , var en svensk handbollsspelare som spelade för Majornas IK.

## Karriär
Åke Forslund spelade hela sin karriär för Majornas IK och gjorde sammanlagt 117 allsvenska matcher. Han spelade för klubben till 1943 men sen avslutade han sin handbollskarriär. Sammanlagt blev det tre SM-titlar inomhus. Den första titeln kom 1935 då Majorna besegrade Stockholmsflottan i finalen med 10-9. Forslund gjorde ett mål. Nästa titel togs 1940 mot IFK Karlskrona med 8-4 i finalen. Sista titeln kom 1942 mot Stockholmsflottan då Majorna vann en lätt seger med 16-5 i Mässhallen i Göteborg. Utomhustiteln vann han 1942 i det första officiella mästerskapet då Majorna besegrade IK Göta i finalen med 10-5.

## Landslagskarriär
Landslagskarriären varade åren 1935 till 1943 med 20 landskamper och 1 presskamp på meritlistan. Sverige hade 1943 spelat lite över 30 landskamper totalt så då förstår man varför Åke Forslund står på tredje plats över listan på Stora grabbar 1947 efter bara Thorén och Hjortsberg. Landskampsdebut utomhus mot Tyskland i Magdeburg 1935 då tyskarna vann med utklassningssiffrorna 21-3 och Åke Forslund gjorde ett av målen. Sista landskampen spelade Forslund 1943 i Helsingör mot Danmark då Sverige vann med 11-5. Forslunds främsta internationella merit är VM-bronset inomhus från 1938. Forslund deltog också i utomhus-VM 1938 då det blev en fjärdeplats efter förlust mot Ungern med 2-10 i bronsmatchen på Berlins olympiastadion. Sammanlagt gjorde Åke Forslund bara ett mål i en av sina 13 landskamper utomhus. På hans 7 landskamper (+ en presskamp) inomhus blev det 4 mål.

## Meriter
- VM-brons med Sveriges herrlandslag i handboll 1938
- 3 SM-guld inomhus med Majornas IK 1935, 1940 och 1942 [11]
- 1 SM-guld utomhus med Majornas IK 1942[12]

### Fotnoter
1. ↑  ”529-530 (Nordisk familjeboks sportlexikon / 7. Supplement A-Ö)”. runeberg.org. https://runeberg.org/sportlex/7/0309.html. Läst 22 oktober 2023.
2. ↑  ”Åke Arnold Forslund”. Svenska Gravar. http://www.svenskagravar.se/search?ShowFilters=False&Query=%C3%85ke+Arnold+Forslund&ParishId=&GraveNumber=&BirthDate=&DeathDate=&BurialDate=&OrderByDesc=False&OrderBy=. Läst 12 oktober 2019.
3. ↑  ”Åke Arnold Sigvard Forslund”. geni_family_tree. 18 augusti 1913. https://www.geni.com/people/%C3%85ke-Forslund/6000000016765311970. Läst 22 oktober 2023.
4. ↑   Handbollboken. 1947. sid. 33
5. ↑   Handbollboken. 1947. sid. 53
6. ↑  ”Sveriges landskamper utomhus”. Boken om handboll. sid. 139
7. ↑  ”Sveriges landskamper utomhus”. Boken om handboll. sid. 147
8. ↑   Bokenom handboll. sid. 170-171
9. ↑  ”Sveriges landskamper utomhus”. Boken om handboll. sid. 143
10. ↑   Boken om handboll. sid. 162
11. ↑  Lyberg, Wolf (1953). ”Striden om SM”. Boken om handboll. sid. 47-65. Libris 1435122. Läst 12 oktober 2019
12. ↑   Boken om handboll. sid. 76